# Xyris rubrolimbata
Xyris rubrolimbata är en gräsväxtart som beskrevs av Anton Heimerl. Xyris rubrolimbata ingår i släktet Xyris och familjen Xyridaceae. Inga underarter finns listade i Catalogue of Life.